# Марьяновка (Колковская поселковая община)
Марья́новка (укр. Мар'янівка) — село в Колковской поселковой общине Луцкого района Волынской области Украины.
До 2020 года входило в Маневичский район.
Код КОАТУУ — 0723685903. Население по переписи 2001 года составляет 77 человек. Почтовый индекс — 44665. Телефонный код — 3376. Занимает площадь 5,85 км².